# Волшебники двора
«Волшебники двора» — советская и российская детская вокальная группа. Её участники — победители конкурса «Утренняя звезда» на ОРТ (1999, 2000), а также участники «Детского Евровидения» в Бельгии (2005) и на Кипре (2008).
Группа принимала участие в нескольких телевизионных проектах России и зарубежья: Детская Новая волна, «Дискотека детского радио», «Славянский базар».
Художественный руководитель группы — композитор, заслуженный работник культуры РФ Виталий Осошник (заслуженный работник культуры РФ).

## История возникновения и развития
Группа была создана в 1989 году в Воронеже.
В 1990—1993 годах «Волшебники двора» стали участниками многих детских телевизионных программ: «На балу у Золушки», «440 Герц», «Марафон-15», «Музыкальный фрегат» и др. «Волшебники двора» стали частыми гостями на всероссийских и международных конкурсах детской песни, участие в которых приносило им призовые места и лауреатские звания.
В 1995—1996 на ВГТК выходит музыкальная программа «Музыкальный трамвай» и информационная программа «Там Там новости», где солисты группы Сергей Кирилин, Сергей Королёв и Вика Еремина выступали в роли телевизионных ведущих. Также в 1996 году произошло в программе «Утренняя звезда» дебютировала Вика Уразова.
2005 год стал для «Волшебников» годом побед на крупнейших международных форумах детской песни. В августе 2005 года Влад Крутских стал участником «Всемирного чемпионата исполнительских видов искусств» (англ. «The World Championships of Performing Arts») в Голливуде под патронажем президента США Джорджа Буша и губернатора Калифорнии Арнольда Шварценеггера. Песни «Иван Купала» и «Ария Трубадура» принесли ему две золотые медали в номинациях «Voice of the world» и «Broadway Music».
26 ноября 2005 года «Волшебники» первыми представили Россию на «Детском Евровидении — 2005» в бельгийском городе Хасселт, заняв там 9-е место.
10 марта 2007 года в Лос-Анджелесе (США) состоялось 28-е ежегодное вручение наград «Young Artist Awards», который также называют «Детским Оскаром» и вручают за яркие юношеские работы на телевидении и кинематографе США. Коллективу «Волшебники двора» присудили премию Special Award for Outstanding Young International Variety Group («Лучшая зарубежная детская эстрадная группа»)). Президент и основатель премии госпожа Морин Дрегон сказала на пресс-конференции в Лос-Анджелесе, что «была в восторге, услышав и увидев шоу „Волшебников“. Лос-Анджелес аплодирует возможностям юных артистов под великолепным творческим руководством!».
В 2008 году солист группы Михаил Пунтов выиграл российский финал «Детского Евровидения — 2008» и представил страну в телевизионном шоу на Кипре второй раз для «Волшебников» и занял 7-е место.
С 2009 года Влад Крутских и Сева Тарасов ведут передачу «Волшебный хит-парад» на радио «Мелодия-Воронеж». В октябре 2009 был выпущен сингл Влада Крутских «Hello Hello», в отличие от ранее выпускаемых дисков ориентированный в первую очередь на зарубежную публику. В этом же году Маша Пестунова стала соведущей Николая Баскова в «Субботнем вечере» на телеканале «Россия-1».
В январе 2010 года на телеканале «ТНТ-Губерния» была представлена концертная программа «Рождество с „Волшебниками“». 9 мая на радио «Питер FM» группа презентовала новую песню — «А закаты алые».
В августе 2010 года «Волшебники двора» приняли участие в круизе, организованном «Детским радио», в рамках которого прошли концерты во многих городах России (Казань, Тольятти, Волгоград, Саратов, Самара, Ульяновск).
В 2011 году произошло обновление состава группы. На смену Всеволоду Тарасову, Владиславу Крутских, Алексею Балухтину, Михаилу Пунтову, Марии Пестуновой, Владиславу Гешеле, Павлу Черкасову, Денису Ускову и Андрею Распопову пришёл новый состав. Участниками группы стали Полина Лебедева, Илья Брязгунов, Дима Токарев, Максим Римарчи, Саша Бездетко, Витя Аниськин, Митя Куставинов, Ваня Расходчиков, Никита Вязьмин, Влад Фоминов, Кирилл Сумин, Захар Бурдаков и Влад Синеоков. «Волшебники двора» стали гостями телевизионных шоу на телеканалах «Россия-1», ТВЦ, «Карусель».
В 2014 году вышли клипы группы на песни «Бибика», «Бум-бум-ла-ла», в 2015 году — мультфильм «Хорошее настроение». В том же году изменился состав, в группе остались артисты: Илья Брязгунов, Митя Куставинов, Ваня Расходчиков, Саша Бездетко, Влад Синеоков, Витя Аниськин и Дима Немчин. В этом составе «Волшебники двора» провели гастрольный тур по России, посетив с концертами более 30 городов.
В 2016 году вышли клипы группы на песни «Мамочка», «Человечки сундучные». Музыкальные мультклипы группы «Волшебники двора» стали в эфир федеральных и кабельных телевизионных каналов «Карусель», «Мама», «Мульт», «Тлум», «Ginger», «RUSONGTV» и др.
В 2017 году состоялась премьера песни и мультклипа группы на песню «Лялечка».
В составе группы произошли изменения: на смену Ване Расходчикову и Мите Куставинову пришли новые солисты — Андрей Шеин и Роман Зеликов.

## Дискография

### Альбомы
1. 1999 — My love (Extraphone)
2. 2000 — Любить ветер (Extraphone)
3. 2006 — Звёзды молчат (Монолит Рекордс)
4. 2006 — Дорога к солнцу (Весть ТДА)
5. 2007 — Настроение детям (Фирма грамзаписи «Никитин»)
6. 2008 — Иван Купала (Монолит Рекорд)
7. 2009 — Детские песенки о главном (Монолит Рекорд)
8. 2010 — Волшебная пластинка (CD Land)[13]
9. 2014 — СОЮЗ Мини-Диско (Студия СОЮЗ)
10. 2016 — Бибика (Студия Союз)

### Синглы
1. 2009 — Hello, hello (Sanya Entertainment)
2. 2016 — Балерина (Gamma Music)
3. 2017 — Лялечка (Gamma Music)
4. 2024 — БИБИКА(Audionomis)

## Фотогалерея

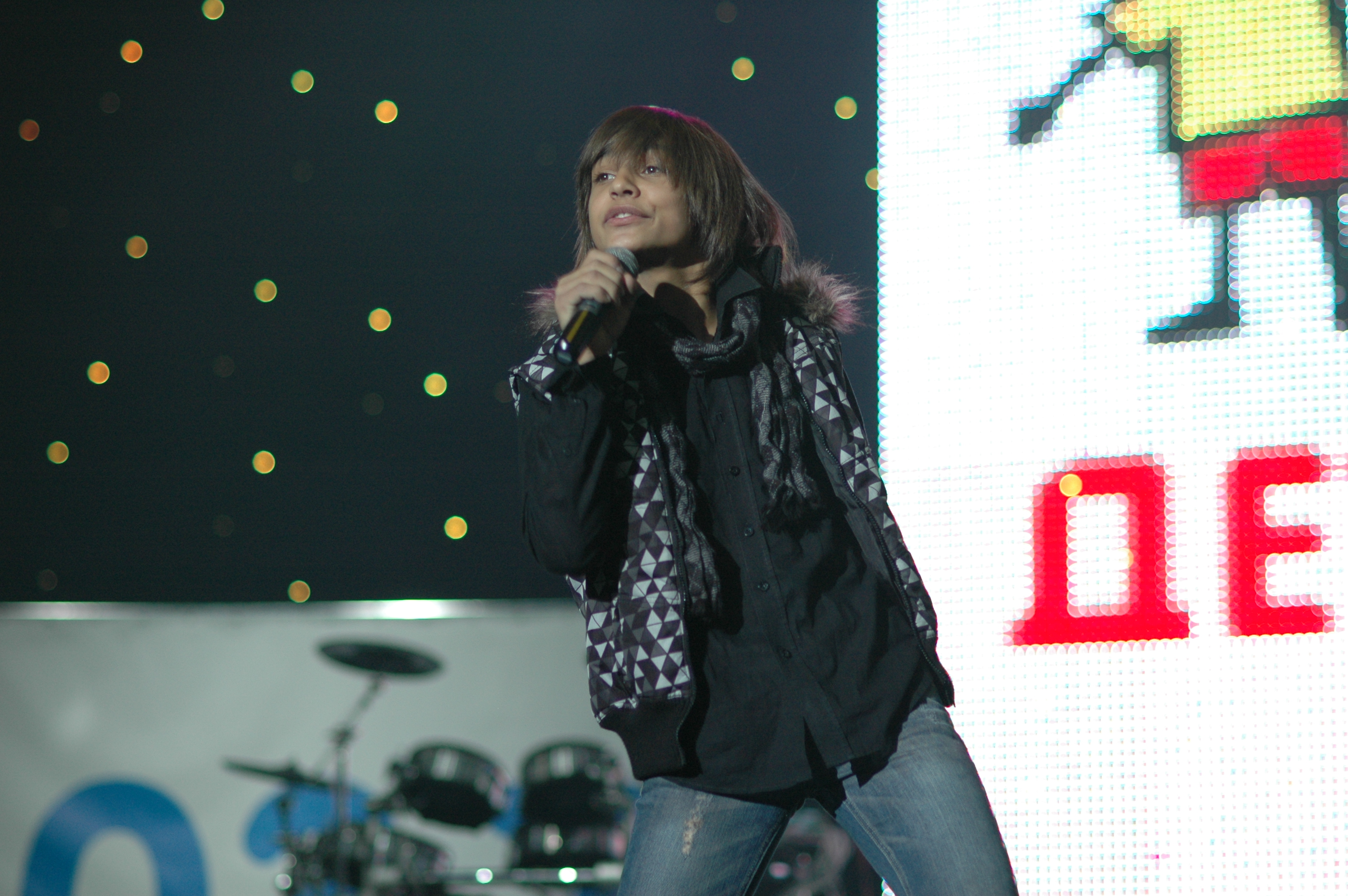
Михаил Пунтов на «Дискотеке „Детского радио“» в Санкт-Петербурге
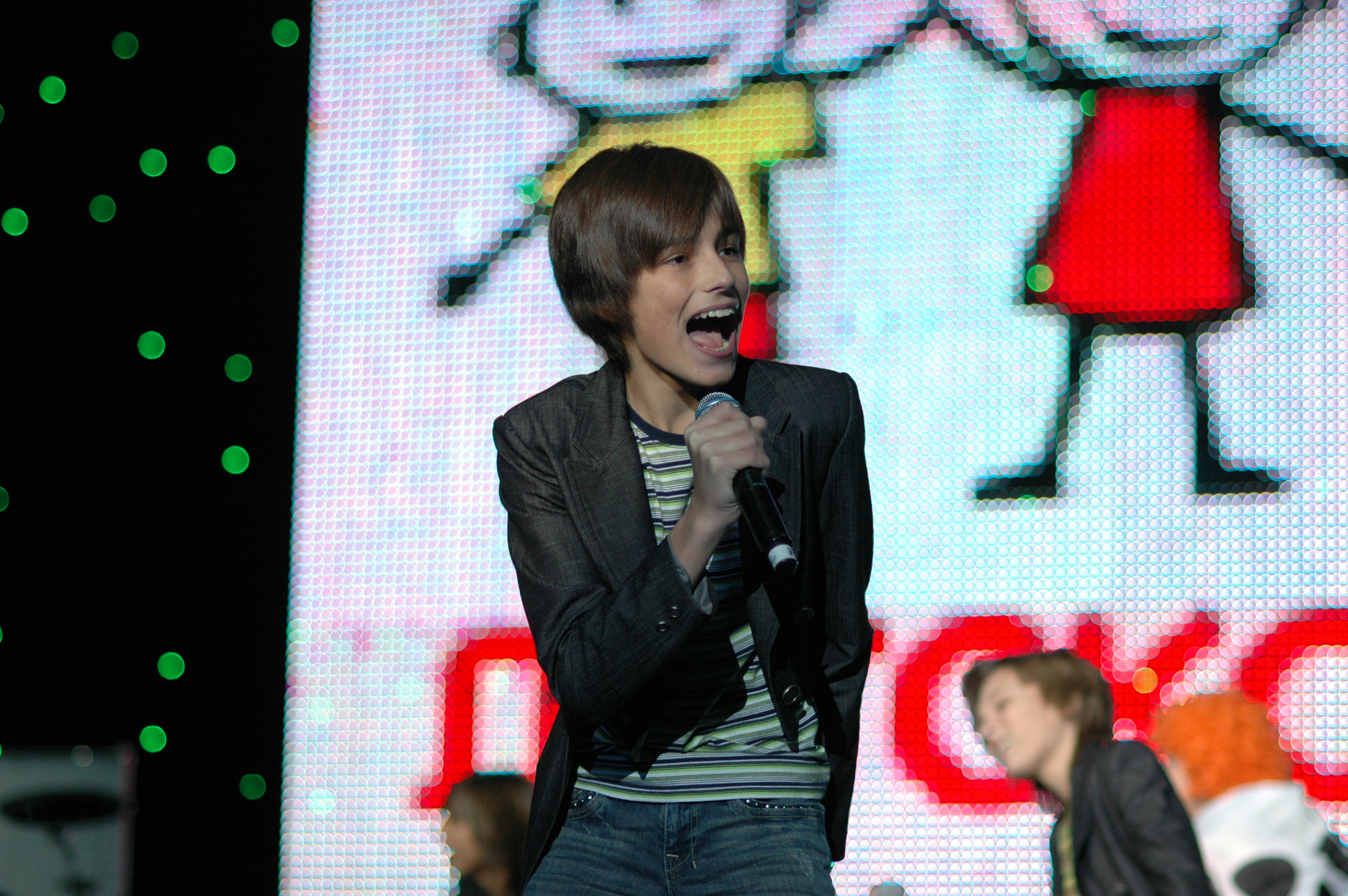
Влад Крутских на «Дискотеке „Детского радио“» в Санкт-Петербурге